# Philippe Delancray
Philippe Delancray est un footballeur français né le 27 juillet 1954 à Auxerre (Yonne). Cet auxerrois jouait attaquant. 

## Biographie
Il a été finaliste de la Coupe de France en 1979 et a participé à la montée de l'AJA en Division 1 en 1980.
Il a joué 82 matchs en Division 2 avec Auxerre mais n'a jamais joué en Division 1 avec le club bourguignon.
Il a joué dans le film Coup de tête.

## Palmarès
- Finaliste de la Coupe de France 1979 (avec l'AJ Auxerre)
- Champion de France de Division 2 en 1980 (avec l'AJ Auxerre)